# Night of the Demon
La noche del demonio es un film de terror británico de 1957, producido por Hal E. Chester y Frank Bevis, dirigido por Jacques Tourneur y protagonizado Dana Andrews, Peggy Cummins y Niall MacGinnis. Es una adaptación del relato El maleficio de las runas (Casting the Runes) de M. R. James, escrito en 1911.
La película narra el viaje a Inglaterra de un psicólogo norteamericano para investigar un culto satánico que podría encontrarse detrás de algunos asesinatos.
La producción estuvo marcada por diferencias artísticas surgidas entre el productor Hal E. Chester, por un lado, y el director Jacques Tourneur junto con el escritor Charles Bennett, por otro. Inicialmente no estaba previsto mostrar el demonio en pantalla, pero el productor decidió incluirlo usando efectos especiales, pese de las objeciones del escritor, el director y el actor principal (Dana Andrews). El montaje británico de 95 minutos fue recortado a 83 minutos para dotarlo de mayor ritmo. El título del film se cambió a Curse of the Demon (La maldición del demonio) para su exhibición en EE. UU., donde se estrenó formando la segunda parte de un programa doble con The True Story of Lynn Stuart (La verdadera historia de Lynn Stuart) o La venganza de Frankenstein (1958), dependiendo del mercado local.

## Argumento
En Inglaterra, el Profesor Harrington (Maurice Denham) pide al doctor Julian Karswell (Niall MacGinnis) que rompa la maldición que este le lanzó, según dice. A cambio, Harrington cancelará su investigación sobre el culto satánico que lidera Karswell. También informa a Karswell de que el pergamino que le dio fue destruido. A continuación, Karswell conmina a Harrington a abandonar su hogar, prometiendo hacer lo que esté en su mano. Cuando este llega a casa, ve un demonio gigantesco materializándose entre los árboles y, al tratar de huir en su coche, se estrella contra los postes de alta tensión. Las autoridades certifican su muerte por electrocución.
El doctor John Holden (Dana Andrews) llega al Reino Unido para atender al congreso en el que Harrington iba a sacar a la luz el culto satánico de Karswell. Allí le informan de la muerte de Harrington y de que existe una conexión entre esta y Julian Karswell en la figura de un sospechoso de asesinato, Rand Hobart (Brian Wilde), que se encuentra en estado catatonico. Los colegas de Harrington consideran posible la implicación de fuerzas sobrenaturales en su muerte, pero Holden rechaza la idea por supersticiosa.
Holden se encuentra con Karswell en la Sala de Lectura del Museo Británico, a donde ha acudido en busca un libro antiguo, pero allí le informan de que se ha perdido. Karswell está presente y se ofrece a mostrarle una copia que guarda en su mansión. En el funeral de Harrington, Holden conoce a la sobrina del muerto, Joanna (Peggy Cummins), quien le entrega el diario de su tío. En él, Harrington da cuenta de su creciente preocupación por los poderes de Karswell. Holden mantiene su escepticismo, pero acude a la mansión de Karswell al día siguiente junto con Joanna. Allí se levanta un fuerte vendaval, que Karswell afirma haber convocado mediante un hechizo. Holden se mofa de ello, provocando el enfado del anfitrión, quien vaticina su muerte tres días después.
Holden habla de Karswell con sus colegas. Juntos planean hacer un análisis psicológico de Rand Hobart y Holden sale después a cenar con Joanna. Ella le enseña el diario de su tío Harrington, donde se menciona un pergamino con runas que Karswell le entregó. Holden encuentra un pergamino similar entre sus papeles, y deduce que Karswell lo introdujo en ellos subrepticiamente cuando se encontraron en la Sala de Lectura del Museo Británico. Un golpe de viento entra por la ventana y arrastra el pergamino hacia la chimenea, pero el salvachispas evita que se queme. Holden se lo guarda en el bolsillo.
Holden empieza a preocuparse después de visitar a la familia de Hobart con la intención de recabar su consentimiento para practicarle a Hobart una sesión de hipnosis. La madre se lo da, diciendo que todos ellos son «creyentes». Cuando Holden va a salir, el pergamino vuelve a volar de sus manos y la familia se asusta, afirmando que ha sido «elegido». Después, Holden visita Stonehenge para comparar las runas del pergamino con las del círculo de piedra.
Joanna lleva a Holden a una sesión de espiritismo, invitada por la madre de Karswell (Athene Seyler). El médium dice contactar con Harrington y les avisa de que Karswell tiene la clave para descifrar las runas en la copia del libro antiguo que Holden andaba buscando, pero este abandona la sesión airadamente, diciendo que todo eso son tonterías. Después de salir, Joanna le confiesa su intención de buscar el libro, así que finalmente ambos van a la mansión de Karswell. Allí, Holden insiste en acceder él solo al interior mientras Joanna le espera fuera. Tras entrar por una ventana abierta, le ataca un gato que parece transformarse en una pantera. Entonces Karswell enciende la luz y la pantera desaparece. Karswell afirma que sabía que Holden iba a venir. Este huye por el mismo camino que utilizó al entrar, atravesando el bosque que rodea la casa, contra el consejo de Karswell. Por el camino, es perseguido por una misteriosa nube de humo y fuego, de la que consigue escapar. Joanna y Holden acuden a la policía para denunciar los hechos, pero los agentes se muestran escépticos y Holden decide marcharse.
Durante la sesión de hipnosis, Hobart revela a Holden que fue «elegido» para morir cuando le entregaron un pergamino con runas, pero pudo evitar su destino devolviéndolo a la persona que se lo había dado. Cuando Holden le muestra el pergamino que Karswell introdujo entre sus papeles, Hobart piensa que está intentando entregárselo y enloquece, salta por la ventana y fallece en el acto.
Holden se entera de que Karswell va a coger un tren a Southampton. Tras acceder a él, descubre que ha secuestrado e hipnotizado a Joanna. Encuentra a Karswell, quien se va poniendo cada vez más nervioso a medida que se aproxima la hora de la supuesta muerte de Holden y, cuando el tren se detiene en la siguiente estación, intenta marcharse. Holden consigue colar el pergamino en el bolsillo de su abrigo, pero Karswell lo recupera y se le escapa de los dedos para salir volando sobre las vías. Karswell lo persigue, pero el pergamino se quema por sí solo al alcanzarlo. Un tren se aproxima por la vía de al lado y sobre él se manifiesta un demonio que termina atacando a Karswell. La policía encuentra el cuerpo y deduce que fue arrollado por el tren. Holden queda impresionado pero, al ir a inspeccionar el cuerpo, Joanna le aconseja que «es mejor no saber». Entonces abandonan juntos la estación.

## Reparto
- Dana Andrews, como el doctor John Holden
- Peggy Cummins, como Joanna Harrington
- Niall MacGinnis, como el doctor Julian Karswell
- Athene Seyler, como la señora Karswell
- Liam Redmond, como el profesor Mark O'Brien
- Peter Elliott, como el profesor Kumar
- Maurice Denham, como el profesor Harrington
- Reginald Beckwith, como el señor Meek
- Rosamund Greenwood, como la señora Meek
- Brian Wilde, como Rand Hobart
- Charles Lloyd-Pack, como farmacéutico
- Ewan Roberts como, Lloyd Williamson

## Producción
El guionista Charles Bennett adquirió los derechos de la historia El maleficio de las runas y escribió un guion no muy fiel a ella, titulado The Haunted, que vendió al productor independiente (y antiguo actor infantil) Hal E. Chester poco antes de partir para América. Bennett lo lamentaría después, porque al llegar a América RKO le ofreció comprarlo y dejar la dirección de la película en sus manos. Para dicha producción se barajaban los nombres de Robert Taylor y Dick Powell como intérpretes.
Hal E. Chester incorporó a su proyecto a Jacques Tourneur siguiendo la recomendación de Ted Richmond, el productor de la anterior película de Tourneur, Nightfall (1957). Sin embargo, Tourneur y Chester tuvieron serios desacuerdos durante el rodaje. Una de las discusiones se refería a la secuencia del vendaval, para la que Tourneur quería utilizar dos turbinas de avión en vez de los dos ventiladores eléctricos que proponía Chester. Ante la reticencia del productor, la estrella Dana Andrews amenazó con abandonar si el este no dejaba que «el director dirigiera la película». Algunas de las localizaciones elegidas para el film fueron Brocket Hall, Hertfordshire (como Lufford Hall), Stonehenge, la estación de ferrocarril Bricket Wood y la Sala de Lectura del Museo Británico.
Después de finalizar el rodaje, el productor Hal E. Chester decidió que el demonio tenía que aparecer al principio y al final de la película. Tourneur se declaró después en contra de esta decisión: «Las escenas en las que aparece el demonio no fueron rodadas por mí... mi idea era que el espectador nunca estuviera seguro de haberlo visto». La productora del film, Columbia Pictures pidió la contratación del maestro del stop motion Ray Harryhausen para crear la criatura, pero este ya se había comprometido con el productor Charles H. Schneer para la película Sinbad y la princesa, en la que utilizaría su propia técnica Dynamation. En su libro Beating the Devil: The Making of Night of the Demon (Venciendo al diablo: cómo se hizo La noche del demonio), Tony Earnshaw explica que los planos del demonio estaban incluidos en la planificación inicial de la película, pese a las declaraciones de Tourneur, con el objetivo de crear más tensión en el espectador, haciéndole saber que los poderes malignos eran reales.

## Estreno

### Salas
La película se estrenó en cines en el Reino Unido en diciembre de 1957, con su duración original de 96 minutos, en un pase doble junto con lapelícula americana La bestia de otro planeta. En los Estados Unidos se estrenó con el título de Curse of the Demon (La maldición del demonio). Según Charles Bennett, el estudio cambió el título para evitar confusiones con el film La noche de la iguana. Columbia recortó la duración de la película a 81 minutos para el estreno en EE. UU. en junio de 1958. Las escenas eliminadas incluyen una visita a la granja de la familia Hobart, una visita a Stonehenge, fragmentos de la sesión de espiritismo y diálogos entre Karswell y su madre. En dicho formato, la película se proyectó en autocines y salas como parte de pases dobles junto con The True Story of Lynn Stuart (La verdadera historia de Lynn Stuart) y La Venganza de Frankenstein.

### Mercado doméstico
En los Estados Unidos la película fue comercializada en VHS por Columbia TriStar Home Video en 1986 con una duración de 81 minutos. Goodtimes Home Video Corp distribuyó el montaje original de 96 minutos en 1988, también para VHS. En ese mismo año salió la edición en Laserdisc de Image Entertainment/Columbia con el montaje de 81 minutos. El estreno en DVD se produjo en agosto de 2002 en una edición que incluía tanto la versión del Reino Unido (La noche del demonio) como la de EE. UU. (Curse of the demon).
En el Reino Unido, La noche del demonio se publicó para VHS en 1995 por parte de Encore Entertainment/Columbia TriStar Home Video. La edición en DVD salió el 18 de octubre de 2010, incluyendo también las dos versiones del montaje. El 22 de octubre de 2018 Powerhouse Films' Indicator Label publicó la edición Blu-ray multirregión, que incluye cuatro montajes diferentes.

## Recepción
En una crítica de la época, el Monthly Film Bulletin opinaba que la seguridad con que Tourneur había dirigido la película «recordaba al trabajo del director para La mujer pantera» y que La noche del demonio estaba «muy por encima de la media». Sobre el demonio la crítica decía que, cuando tomaba forma visible, «especialmente en el final», parecía más bien «el producto de una pesadilla infantil que una fantasía de adulto».
A principios de la década de 2010, Time Out publicó una encuesta sobre las películas de terror favoritas de distintos autores, directores/as, actores, actrices y críticos/as del género. La noche del Demonio se situó en el puesto 52 entre los 100 primeros títulos. El director Martin Scorsese la situó en el puesto n.º 11 de su lista de los filmes más terroríficos de la historia.
- Lista de películas británicas de 1957

En el agregador de reseñas Rotten Tomatoes la película cuenta con un 100 % de aprobación, basado en 15 reseñas, con una nota final ponderada de 8,2 sobre 10.